# Parafia św. Rozalii w Suszu
Parafia św. Rozalii w Suszu – rzymskokatolicka parafia położona w diecezji elbląskiej, w Dekanacie Susz. Kościół parafialny został wybudowany w latach 1904–1905 w stylu neogotyckim. Mieści się przy ulicy Słowiańskiej.